# Taubenturm (Moulidars)

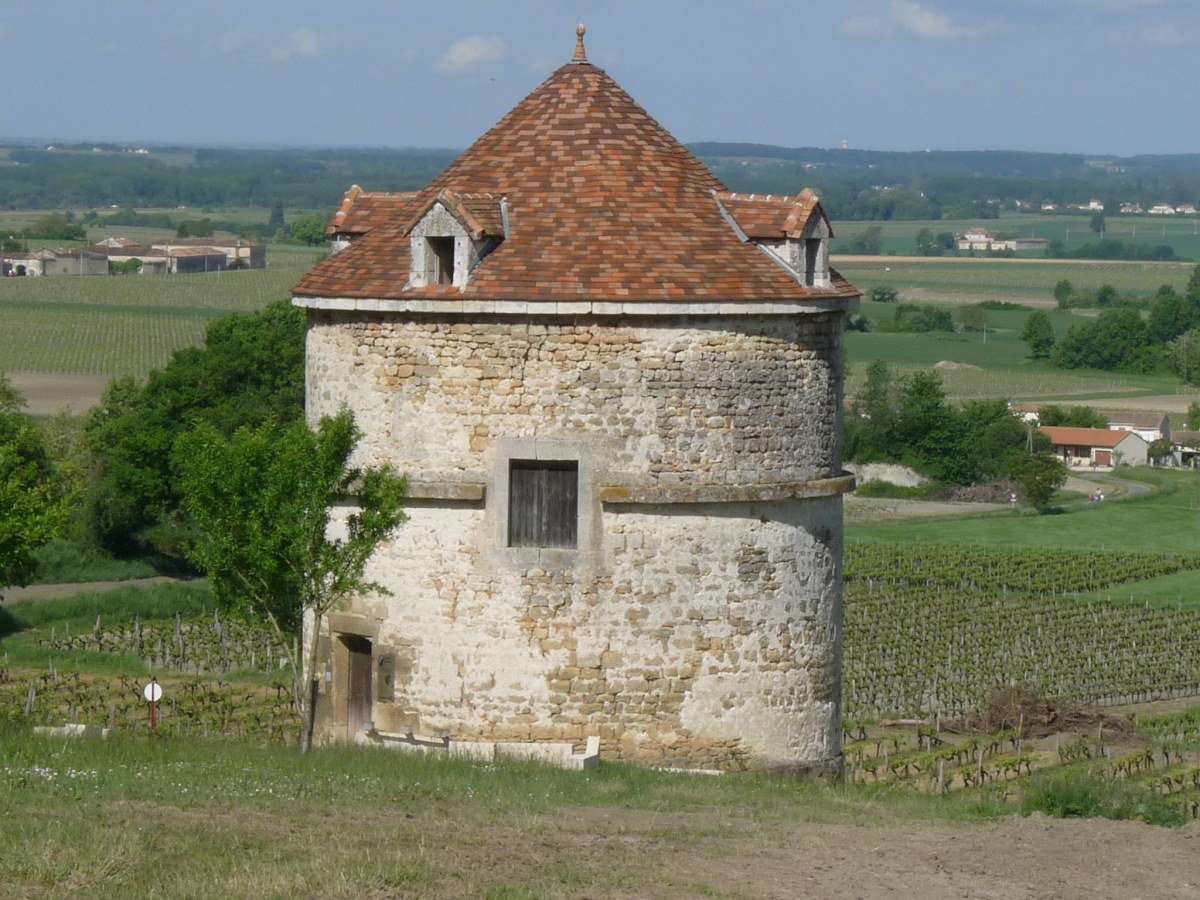
Taubenturm in Moulidars

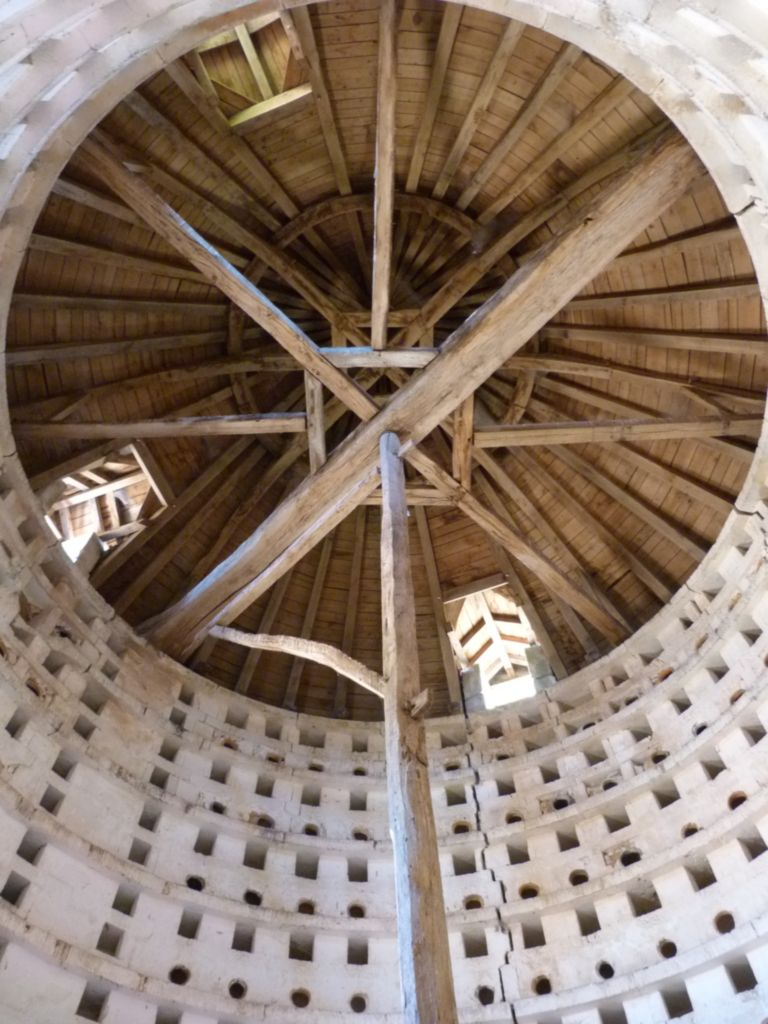
Innenansicht

Der Taubenturm (französisch colombier oder pigeonnier) des Château d’Ardenne in Moulidars, einer französischen Gemeinde im Département Charente in der Region Nouvelle-Aquitaine, wurde 1717 errichtet. Der ehemalige Taubenturm aus Bruchstein steht nördlich des Ortes circa 100 Meter vom Schloss entfernt.
Der Taubenturm wurde für den Grundherrn und Besitzer des Schlosses Pierre Méhée d’Ardenne mit königlicher Erlaubnis erbaut. Der runde Turm aus Bruchsteinmauerwerk hat im Inneren 850 Nester für die Tauben. Um 1900 wurde auf halber Höhe des Turmes eine Öffnung eingebrochen, um den Turm als Scheune des Bauernhofes zu nutzen. 
Der 2003 gegründete Verein Le pigeonnier d’Ardenne bemüht sich um die Erhaltung des Taubenturmes. Er kann nach Absprache mit dem Verein besichtigt werden.